# Robert Ridder
Robert „Bob“ Blair Ridder (* 21. Juli 1919 in New York, New York; † 24. Juni 2000 in Mendota Heights, Minnesota) war ein US-amerikanischer Medienunternehmer und Eishockeyfunktionär.
Ridder stammte aus einer Verlegerfamilie und wuchs in New York City auf. Er besuchte die Harvard University und diente während des Zweiten Weltkrieges in der United States Coast Guard in Duluth, Minnesota. In dieser Zeit leitete er auch die Duluth Heralds, ein Eishockeyteam der Coast Guard, das in der Duluth Industrial Hockey League spielte. Seit 1942 arbeitete er bei dem Duluth Herald und Duluth News-Tribune, zwei Zeitungen aus dem familiären Medienkonzern. Später stieg er auch ins Radio- und Fernsehgeschäft ein und war Eigentümer verschiedener Publikationen und Sender im Mittleren Westen. Dazu gehörten unter anderem der Radio- und Fernsehsender WCCO in Minneapolis, die Zeitungen Grand Forks Herald, St. Paul Dispatch und Pioneer Press.
1947 gründete Ridder zusammen mit Don Clark und Everett „Buck“ Riley die Minnesota Amateur Hockey Association (MAHA; später Minnesota Hockey), ein Eishockeyverband für den Bundesstaat Minnesota. Wenig später wurde dieser in die Amateur Hockey Association of the United States aufgenommen. Von 1947–49 und 52–53 war er Präsident der MAHA. 1952 und 1956 war er Manager der US-Nationalmannschaft bei den Olympischen Spielen, bei denen die Vereinigten Staaten jeweils die Silbermedaille gewannen. Bei der Gründung der Minnesota North Stars zahlte Ridder zwei Millionen US-Dollar und gehörte somit zu den Eigentümern der neuen NHL-Mannschaft. Später war Ridder Direktor der United States Hockey Hall of Fame. Durch die Tätigkeit in verschiedenen Funktionen und als Förderer blieb er bis zu seinem Lebensende dem Eishockeysport verbunden.
Ridder wurde 1976 in die US Hockey Hall of Fame aufgenommen. 1994 erhielt er die Lester Patrick Trophy für besondere Verdienste rund um den Eishockeysport in den USA. Seit 1998 ist er Mitglied der IIHF Hall of Fame. 
Ridder war seit 1943 mit Kathleen Marie Culman verheiratet, mit der er vier Kinder hatte. In Minneapolis wurde die Ridder Arena nach beiden benannt.